# 入江純 (作曲家)
入江 純（いりえ じゅん）は、日本の作曲家、編曲家、音楽プロデューサー。日本作編曲家協会（JCAA）会員。

## 来歴
1980年代の初め頃、音楽制作会社ビーイングに籍を置き、アニメ音楽や石川秀美、中山美穂、島田奈美などのアイドル、俳優への楽曲提供、編曲などを手掛ける。
1988年に松武秀樹、松本隆らとユニット ″AKIHABARA ELECTRIC CIRCUS″ を結成し、オリジナル・アルバムのほか「スーパーマリオブラザーズ3」のリミックス曲などを収録したアルバムをリリース。1991年には松武を中心としたユニット、ロジック・システムに参加し、アレンジとキーボードを担当する。
THE 虎舞竜と共同でアレンジを手掛け1993年1月にシングルとしてリリースされた「ロード」は、第35回日本レコード大賞ヒットシングル賞を受賞した。
2015年には映画『THE HYBRID 鵺の仔』の音楽プロデューサーを担当している。

## 主な作曲
CHA-CHA
- 「Beginning／ファンタジーキッス」（作曲・編曲）（1988年）

三原順子
- 「気まぐれSting」（1983年）

## 主な編曲
秋本奈緒美
- 「サイレント・コミュニケーション／MISTY LIKE THE WIND」（A・B面とも）（1982年）

アラン・タム
- 「ファンタシー／スーパナチュラル・ラブ」（A・B面とも）（1986年）

杏里
- 「オリエンタル・ローズ」（1986年）
- 「モーニング スコール」（1986年）
- 「オリビアを聴きながら」ニュー・バージョン（1988年）

石川秀美
- 「バイ・バイ・サマー」（1983年）
- 「夏のフォトグラフ」（1984年）
- 「もっと接近しましょ」（1985年）

岩井小百合
- 「Dance With Me」「私の異星人(エイリアン)」（アルバム『ロマンティック・ストリート』収録）（1984年）

太田貴子
- 「とりあえずNight more」「Voice Stranger」（アルバム『200%』収録）（1986年）

大西結花
- 「哀しみのシャングリラ／くちびる ジャンピング･ジャック」（A・B面とも）（1987年）
- 「チャンスは一度だけ～Take A Chance～」（1987年）

荻野目洋子
- 「無国籍ロマンス」（1985年）

奥田圭子
- 「Bay Side ロマンス」（シングル「プラスティック」B面）（1985年）

小田裕一郎
- 「Game Is Over／Dream Hunter」（A・B面とも）（1984年）

北岡夢子
- 「追伸」（「憧憬」B面）（1988年）
- 「優しくなりたい」（「もういちど逢えたら」B面）（1989年）

倉沢淳美
- 「Good-by 少女」「オータム・セレナーデ」「恋にクローズアップ」（アルバム『プライベート』収録）（1984年）

沢口靖子
- 「さよならの恋人」（1984年）

島田奈美
- 「Moonlight Whisper／サイレント・アプローチ」（A・B面とも）（1988年）
- 「12月のフェアリー／恋はスロー・ダンス」（A・B面とも）（1988年）

シャーリー・クァン
- 「BORDERLESS」「Miss You」「My Dear Driends」「I Can't Live Without You」（アルバム『BORDERLESS』収録）（1990年）

Sugar
- アルバム『29:00AM』（全編曲）（1985年）

セイントフォー
- 「ビートガール」（シングル「ハイッ！先生」B面）（1985年）

高橋良明
- 「恋の3・2・1／マドンナをおとせ」（A・B面とも）（1988年）

武田久美子
- 「MYボーイ／ギンガム BUS STOP」（A・B面とも）（1983年）

高木淳也
- 「MISTAKEN LOVE」（1984年）

田中久美
- 「カリッと夏」（1984年）

嶋大輔
- 「黒い瞳」（アルバム『チャレンジャー』収録）（1984年）

ツインキー
- 「火の鳥」（1985年）
- 「ペンギン物語」（1985年）

TROUBLE
- 「サタデイ・ナイト・ブギ」（1983年）

中村繁之
- 「素直におなりよ」（「カイショウ無いね」B面）（1985年）
- 「過激一代」（「雷魂 サンダーソウル」B面）（1986年）

中山美穂
- 「ときめき」「あいつ」「ロンリー・バースディ」「Last Drive」「ガラスの雨」（アルバム『「C」』収録）（1985年）

仁藤優子
- 「おこりんぼの人魚／灼熱Season」（A・B面とも）（1987年）

橋本美加子
- 「メロウ・シーズン」（1985年）

早見優
- 「Cry Me」（「Tonight」B面）
- 「PRESENTATION」（「STAND UP」B面）（1985年）

三田寛子
- 「ひとりぼっちのクーデター」（1985年）

八木さおり
- 「センシティブハート」（「瞳で片想い」B面）（1986年）

柳ジョージ
- 「EVERYBODY NEEDS LOVE TONIGHT」「SHADOW OF THE NIGHT」（アルバム『ATLANTIC WIRE』収録）（1990年）

結城梨沙
- 「Rock Candy／ノーモア・ノーマル」（A・B面とも）（1987年）

和田加奈子
- 「サルビアの花のように」（「悲しいハートは燃えている」B面）（1987年）

## サウンド・プロデュース
水原明子
- アルバム『ラヴ・メッセージ』（1982年）

## アニメーション関連
砂東由香利
- 「わいわいわい…」（作曲。テレビ東京系アニメ『サイボットロボッチ』テーマソング）（1982年）

SUE CREAM SUE
- 「BAT MAN／I Love バットマン」（編曲。A・B面とも）（1989年）

### サウンドトラック
- 鉄人28号 オリジナル・サウンドトラック盤 『無敵の鉄人28号』（1981年）
- 『がんばれ!キッカーズ』オリジナル・サウンドトラック盤（1986年）
- オリジナル・サウンドトラック『赤い光弾ジリオン 音楽集』（1987年）
- オリジナル・サウンドトラック『赤い光弾ジリオン WHITE NUTS』（1987年）
- オリジナル・アルバム『赤い光弾ジリオン お洒落倶楽部』（1988年）

## ゲーム関連
- 『コナミ矩形波倶楽部 Sound Racing History』（全編曲）（1993年）